# الوضيع (أبين)

تعديل مصدري - تعديل

الوضيع هي إحدى قرى الجمهورية اليمنية. تتبع جغرافياً لمحافظة أبين وإداريًا لمديرية الوادي. يبلغ تعداد سكانها 2032 نسمة حسب تعداد اليمن لعام 2004.